# Ban nhạc toàn nữ
Ban nhạc toàn nữ (tiếng Anh: all-female band hoặc girl band) là một nhóm nhạc trong dòng nhạc đại chúng vốn dành riêng cho việc tập hợp các nghệ sĩ âm nhạc là nữ. Mô hình này khác với một nhóm nhạc nữ (girl group) mà ở đó các thành viên chỉ đơn thuần là người hát, mặc dù thuật ngữ này không được tiếp nhận trên quy mô toàn cầu. Trong khi mô hình ban nhạc toàn nam vô cùng phổ biến trong nhiều nền âm nhạc pop và rock thì các ban nhạc toàn nữ lại kém phổ biến hơn.

## Danh mục sách tham khảo
- Rock Chicks: The Hottest Female Rockers from the 1960s to Now by Stieven-Taylor, Alison (2007). Sydney. Rockpool Publishing. ISBN 978-1-921295-06-5
- Bayton, Mavis (1998) Frock Rock: Women Performing Popular Music. Oxford and New York: Oxford University Press. ISBN 0-19-816615-X
- Carson, Mina Julia (ed.) (2004) Girls rock!: Fifty Years of Women Making Music. Lexington, Kentucky: University Press of Kentucky. ISBN 0-8131-2310-0
- Gaar, Gillian G. (1992) She's a Rebel: The History of Women in Rock & Roll. Seattle, Washington: Seal Press. ISBN 1-878067-08-7
- O'Dair, Barbara (ed.) (1997) Trouble Girls: The Rolling Stone Book of Women in Rock. New York: Random House. ISBN 0-679-76874-2
- Raphael, Amy (1995) Never Mind the Bollocks: Women Rewrite Rock. London: Virago. ISBN 1-85381-887-9
- Savage, Ann M. (2003) They're Playing Our Songs: Women Talk About Feminist Rock Music. Westport, Conn.: Praeger. ISBN 0-275-97356-5